# Gil Álvarez Carrillo de Albornoz
Pour les articles homonymes, voir Carrillo et Albornoz.
Gil Álvarez Carrillo de Albornoz (Carrascosa del Campo, 1310 - Viterbe, 1367) est un cardinal espagnol qui fut également condottiere et homme d’État. Il est également connu sous le nom de Egidio Albornoz.

## Biographie

### Ses années espagnoles

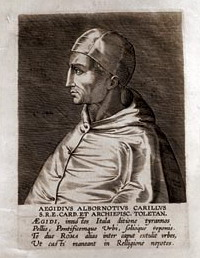
Gil Álvarez Carrillo de Albornoz

Gil Álvarez Carrillo de Albornoz est le fils de Don Garcia descendant du roi Alphonse V de León et de Teresa de Luna, de la maison royale d'Aragon.
Il est élevé à Saragosse et étudie ensuite le droit à Toulouse. La grande influence de sa famille le fait nommer très jeune archidiacre de Calatrava et membre du Conseil du roi. Le 13 mai 1338, il est nommé archevêque de Tolède, succédant ainsi à son oncle maternel Jimeno de Luna, qui l'avait fait entrer dans la  carrière ecclésiastique.
En 1340, il participe à la campagne d'Alphonse XI de Castille contre les Maures, il sauve la vie du roi pendant la bataille du Rio Salado le 30 octobre 1340, et participe à la prise d'Algésiras en 1344.
En tant qu’archevêque de Tolède, il participe à deux synodes, l’un à Tolède en mai 1339, l'autre à Alcalá de Henares, en avril 1347.
En 1343, le pape Clément VI l’envoie à Avignon pour négocier une concession d’impôt sur les revenus de l’Église pour les Croisades. Ses compétences militaires et diplomatiques le font remarquer par le pape qui le nomme cardinal en 1350. La même année, Pierre Ier de Castille dit le Cruel succède à son père Alphonse XI; sa mésentente avec le nouveau roi entraîne Gil Albornoz à fuir l’Espagne pour ne jamais y revenir.

### Première campagne d’Italie
En 1353, Innocent VI l’envoie comme légat en Italie, à la tête d’une petite armée de mercenaires en vue de restaurer l’autorité papale sur les États pontificaux. Après avoir reçu l’appui de l’archevêque de Milan, Giovanni Visconti et de ceux de Pise, Florence et Sienne, il commence une campagne contre le seigneur de Viterbe Giovanni di Vico qui avait usurpé la plupart des territoires du Pape dans le Latium et en Ombrie.
Giovanni di Vico est battu à la bataille de Viterbe le 10 mars 1354 et signe un acte de soumission.
Pour marquer son autorité sur Viterbe, il décide aussitôt d'y faire construire un palais proche de l'église San Faustino.
Albornoz se déplace alors vers les Marches et la Romagne contre les Malatesta de Rimini et les Ordelaffi de Forlì. Il soumet ensuite les Montefeltro d’Urbino  et les da Polenta de Ravenne ainsi que les villes de Senigallia et d’Ancône.
En 1355, il est nommé évêque de Sabina-Poggio Mirteto.
En 1357, il publie la Constitutiones Sanctæ Matris Ecclesiæ qui restera la constitution des États pontificaux jusqu’en 1816.

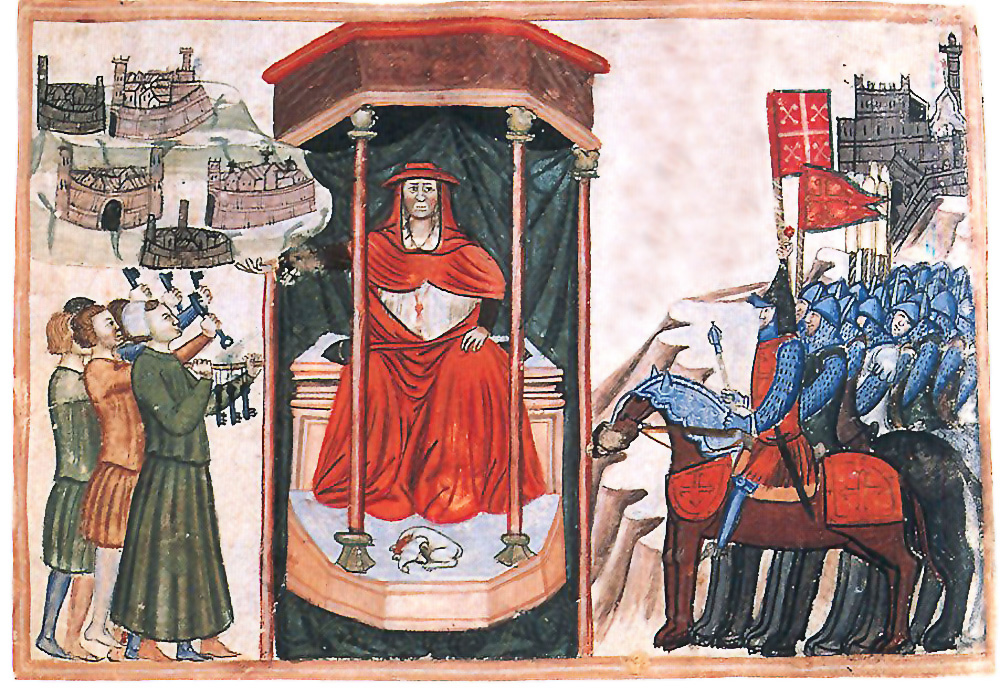
Miniature du XIVe siècle montrant le cardinal Albornoz recevant les clefs des villes italiennes soumises

### Seconde campagne d’Italie

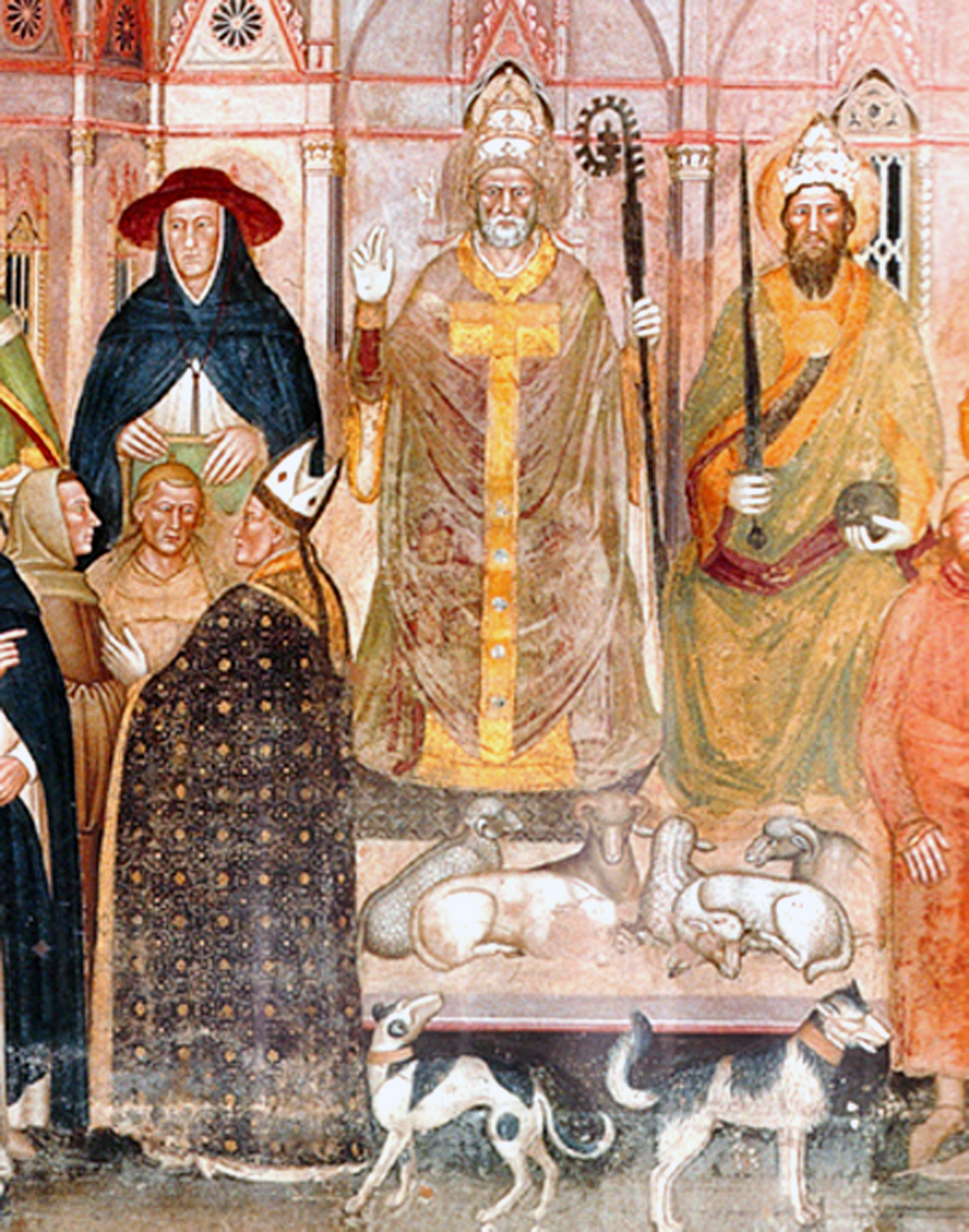
Innocent VI, entouré du cardinal Albornoz et de l'empereur Charles IV, à ses pieds l'archevêque Simone Saltarelli sermonne Michele da Cesena et Guillaume d'Ockham

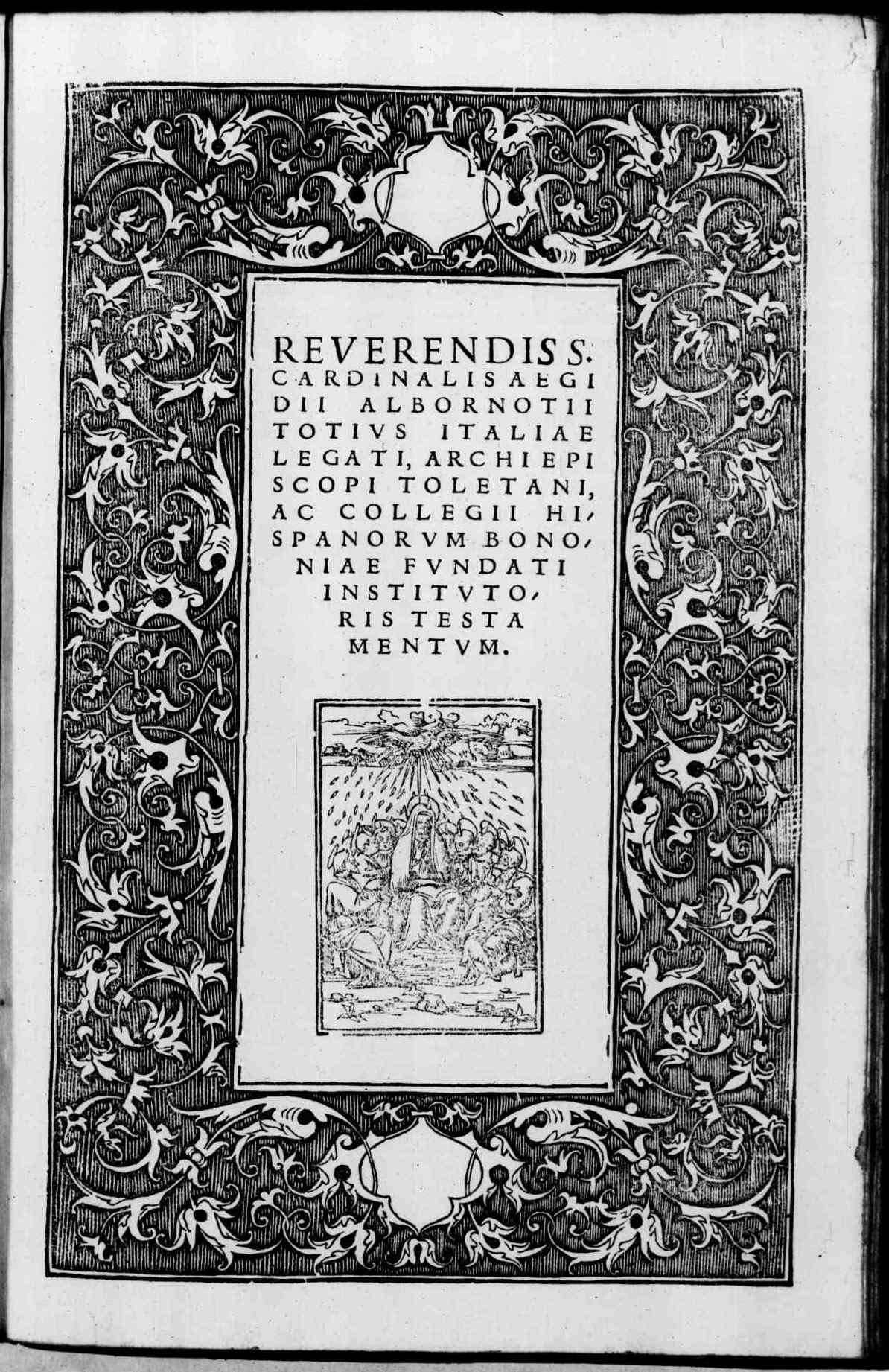
Testamentum, 1533

En 1357, il est rappelé à Avignon où il est nommé « Père de l’Église ». Son séjour en Avignon fut court car Giovanni di Vico et Francesco II Ordelaffi, qui avaient loué les services des Grandes compagnies du condottiere Konrad von Landau, menaçaient l’équilibre fragile de ses dernières conquêtes.  Revenu en Italie, Albornoz trouve un accord avec Landau qui force les Ordelaffi à se soumettre. Il promulgue alors au nom du pape les Constitutiones Sanctae Matri Ecclesiae, règlement général de l'administration pontificale du domaine de Saint-Pierre.
Le clan Ordelaffi ayant renoncé, il ne manquait plus que Bologne pour recréer les États pontificaux. Lorsque la ville fut menacée par Barnabé Visconti de Milan, son gouverneur, Giovanni Visconti d’Oleggio décida de la remettre à Albornoz après que ce dernier ait détruit en partie la ville rebelle de Forlimpopoli.
Entre 1354 et 1357, il soumet Orvieto en réformant les statuts de la cité pour réduire les pouvoirs du tyran Giovanni de Vico. Il régit alors toutes les initiatives militaires et administratives dans le domaine de Saint-Pierre en rétablissant l'équité et la justice, sans esprit despotique. Il demande le rétablissement des exilés, limite les intrigues partisanes et encourage l'élection de conseillers municipaux honnêtes. Lorsque la peste de 1363 emporte plus de 8 000 habitants, Orvieto dispose d'une garnison de 1390 mercenaires. Le cardinal y ordonne la construction d'une forteresse dont le chantier est dirigé par Ugolino de Montemarte, ainsi que les aménagements architecturaux de la cathédrale. 
À la mort d'Innocent VI en  1362, Albornoz fut pressenti pour lui succéder mais refusa la tiare. Le nouveau pape fut Urbain V qui signa un pacte avec Barnabé Visconti en 1364 afin de pouvoir se consacrer à la croisade contre les Turcs.

### Ses dernières années
En tant que légat, Albornoz continue à agir en faveur du retour de la papauté à Rome. En 1367 Urbain V prend la route de Rome. Albornoz le reçoit à Viterbe, mais meurt peu après, avant même qu'Urbain V ne soit rentré à Rome. Selon ses souhaits, il est d’abord inhumé dans la basilique de saint François à Assise. Quatre ans plus tard ses restes sont transférés à la cathédrale de Tolède.

## Héraldique
Les armes du cardinal Gil Albornoz sont d'or à la bande de sinople.